# Revolta din Cracovia

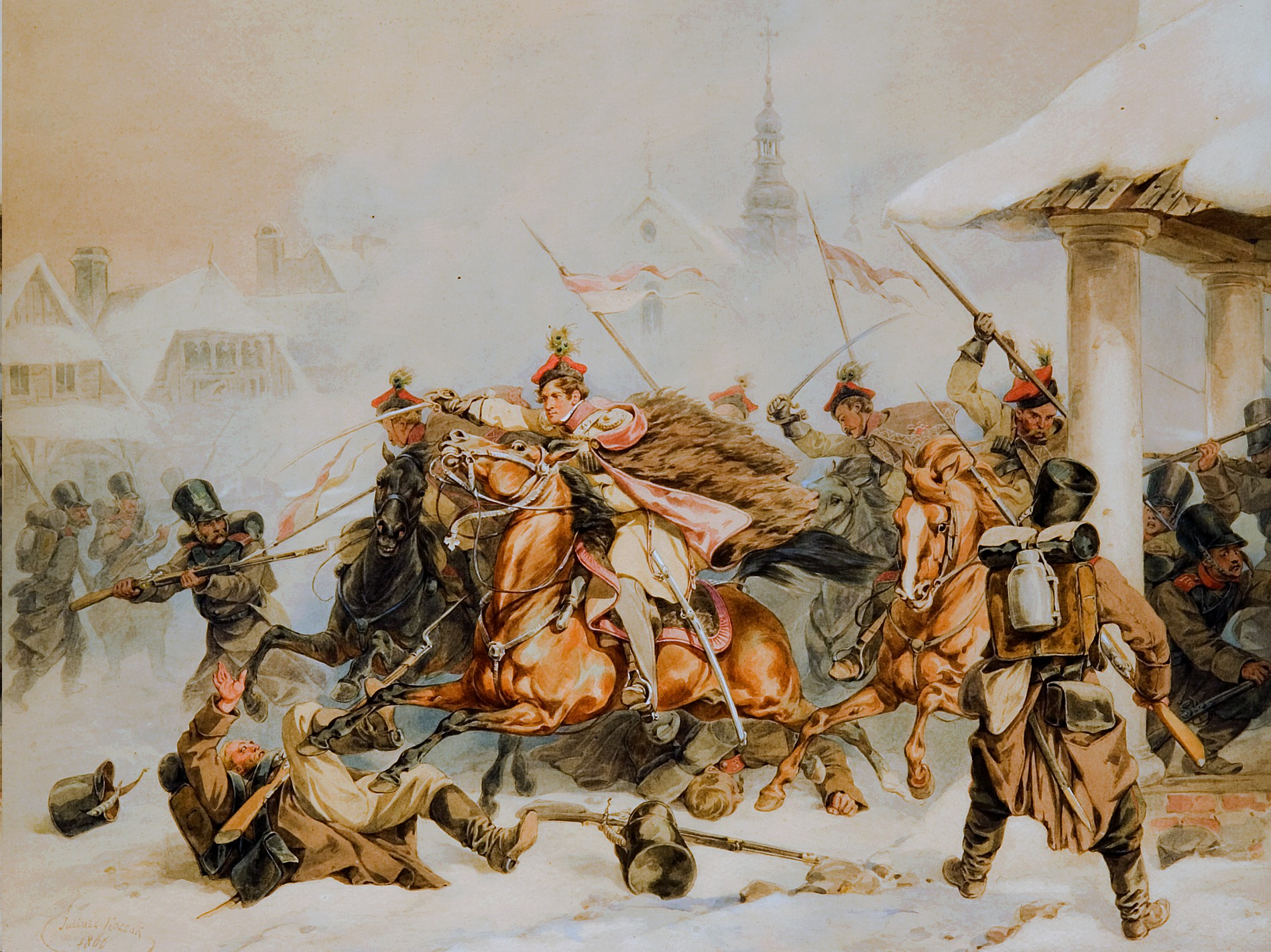
Atacul cracovienilor asupra soldaţilor ruşi

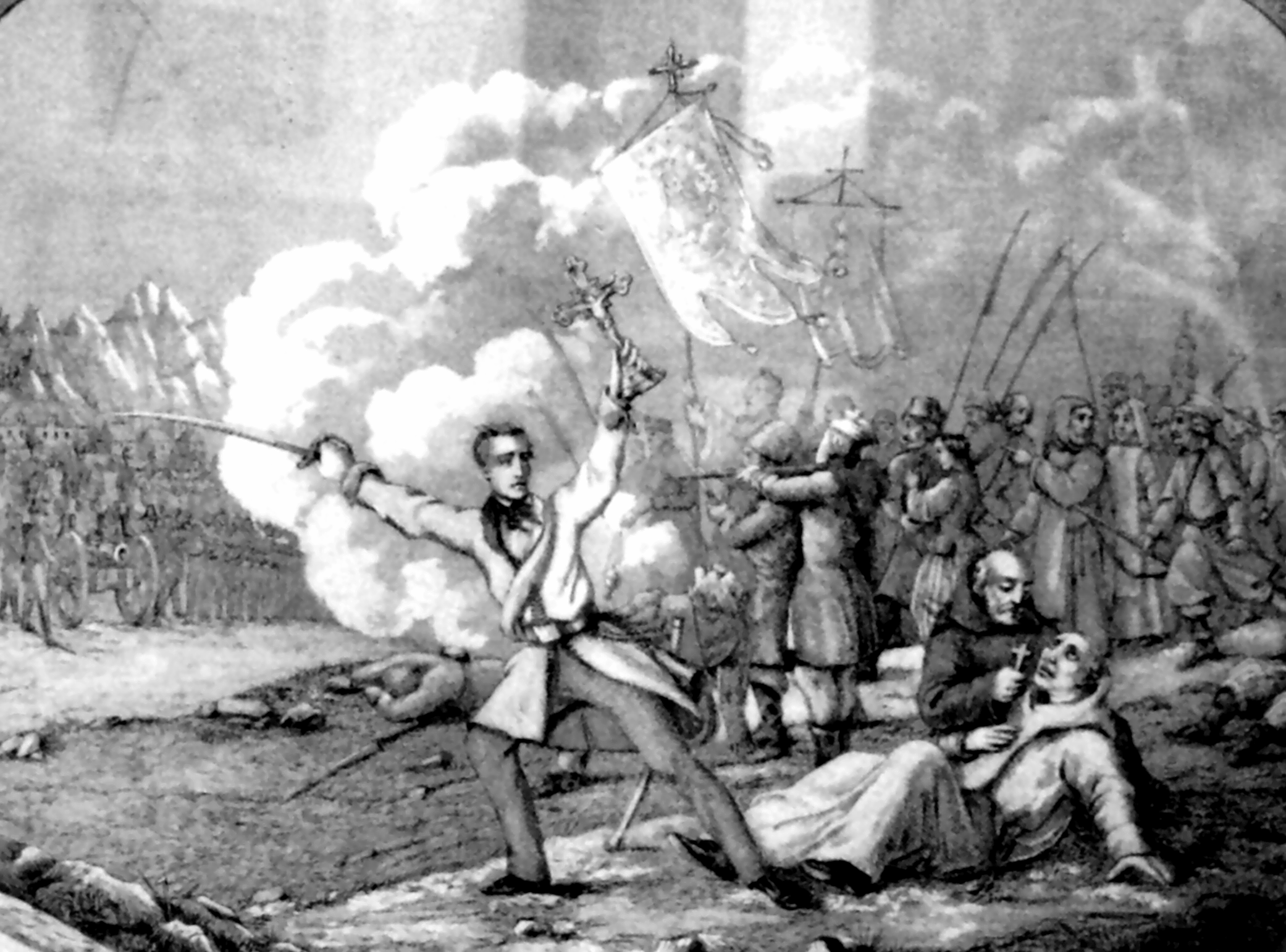
Edward Dembowski în timpul Revoltei din Cracovia (1846)

Revolta din Cracovia din 20 februarie 1846-4 martie 1846 a fost o tentativă a insurgenților polonezi conduși de Jan Tyssowski și Edward Dembowski, să incite la o luptă pentru independența națională. Revolta a fost centrat în jurul orașului Cracovia, capitala unui stat mic, Orașul liber  Cracovia, care deși purta numele de oraș liber,era sub controlul imperiilor care au împărțit între ele Polonia.
Revolta era îndreptată împotriva puterilor care au împărțit Polonia, în special împotriva Imperiului Austriac din apropiere. Revolta a durat aproximativ nouă zile, și s-a încheiat cu victoria Austriei.

## Istoricul revoltei
Revolta a fost organizată în primul rând și susținut de membrii nobilimii poloneze și clasa de mijloc, care dorea restabilirea independenței Poloniei după partiția Poloniei din 1795, care încheiat existența Poloniei ca stat suveran, și a fost, de asemenea, sprijin pentru reformele politice și sociale (cum ar fi emanciparea țăranilor și desființarea iobăgiei)  Multe dintre ideile insurgenților au apărut în exil (vezi Marea Emigrație) de activiști din organizații, cum ar fi  Societatea Democratică Poloneză.   Revolta trebuia să aibă loc în alte locații, dar slaba coordonare și arestările de către autorități a determinat că revolta a izbucnit în multe alte locuri, mai ales în Polonia Mare.   Revolta a fost, de asemenea, susținută de unii țărani din Orașul Liber Cracovia și minerii din Salina Wieliczka. Orașul Liber Cracovia, independent doar teoretic, a fost un loc central pentru activiștii pro-independență polonezi pentru a discuta despre planurile lor. 
Răscoala a început în noaptea de 20 februarie 1846. Pe termen scurt, Revolta a fost un succes, rebelii preluând controlul orașului Cracovia. 
Confruntându-se cu revolte, demonstrații și baricade, mica forță austriacă din oraș sub conducerea generalului Ludwig Collin s-a retras repede.   La 22 februarie s-a format un guvern provizoriu.   În acea zi guvernul a emis radicalul "Manifest pentru națiunea poloneză", în care a dispus sfârșitul iobăgiei, a declarat vot universal, și alte idei revoluționare inspirate de Revoluția Franceză. 
Cea mai mare parte a revoltei s-a limitat la Orașul liber Cracovia, unde liderii săi, incluzând profesorul de filozofie Michał Wiszniewski de la Universitatea Jagiellonă și avocatul Jan Tyssowski care s-a declarat dictator.(Tyssowski a fost asistat de radicalul democrat Edward Dembowski în calitate de secretar, care, conform unora  ar fi fost adevăratul conducător al guvernului revoluționar). 
La 27 septembrie a apărut o luptă pentru putere, și Wiszniewski care a încercat să preia puterea, a fost exilat de Tyssowski și Dembowski în câteva ore .
Forțele austriece din zonă au fost conduse de Ludwig von Benedek.   Revoluționarii, în ciuda sprijinului din partea orașului și împrejurimilor sale, s-au descurcat prost în mediul rural mai vast.  Ei au avut până la 6.000 de voluntari, dar aceștia au fost prost instruiți și slab înarmați.   Rebelii au suferit o înfrângere la 26 februarie, la Bătălia de la Gdów și au fost rapid dispersați de forțele von Benedek. 
Comandantul polonez, colonelul Adam Suchorzewski, a fost criticat și pentru că nu a luat măsuri de precauție suficiente, în ciuda rapoartelor cercetașilor despre forța inamică care se apropia. Bătălia a fost foarte scurtă, ca forțele poloneze s-au prăbușit aproape imediat.
Revolta a fost imediat suprimată de armata austriacă, cu ajutorul țăranilor locali.  Contrarevolta țăranilor, cunoscută sub numele de Masacrul din Galiția, a fost probabil încurajat de către autoritățile austriece, care au exploatat nemulțumirea țăranilor referitor la proprietarii de terenuri. 
A fost ironic, așa cum a remarcat istoricul Eric Hobsbawm, că țăranii și-au descărcat furia pe revoluționari, ale căror idealuri au inclus îmbunătățirea situației țăranilor.[17] În schimb, cei mai mulți țărani aveau încredere în oficialitățile austriece, dintre care unii au promis țăranilor că vor pune capăt iobăgiei și vor fi plătiți pentru participarea lor la lupta care viza desființarea insurgenților nobili polonezi. [9] Se estimează că aproximativ 1.000 - 2.000 nobili polonezi care au sprijinit revolta au murit în conflict. 
Potrivit lui Lerski, Dembowski a fost arestat și executat de către austrieci.  Alții, cum ar fi Nance, Davies și Zamoyski explică însă altfel moartea sa. 
În conformitate cu aceste surse el a murit la 27 februarie în lupta cu armata austriacă, după o procesiune religioasă prin care a încercat să calmeze țăranii.  Guvernul a Tyssowski s-a predat la doar nouă zile de la preluarea puterii.
Cracovia a fost ocupat în primul rând de către ruși (la 3 martie), și, în curând după aceea (probabil în aceeași zi ), de austrieci sub comanda lui Collin.  (totuși Davies scrie că rușii s-au alăturat austriecilor la 4 martie).   Tyssowski, care a trecut granița cu Prusia cu aproximativ 1.500 de soldați, la 4 martie, a fost internat și mai târziu a emigrat în Statele Unite ale Americii. 

## Urmările revoltei
Austria și Rusia la 16 noiembrie au semnat un tratat, luând decizia de a pune capăt statutului de oraș liber în Cracovia.  Ulterior Cracovia și împrejurimile sale au fost anexate Regatului Galicia și Lodomeria, o provincie a Imperiului Austriac, cu  capitala la Lemberg (Lwów, Lviv).  Această încălcare a Tratatului de la Viena din 1815 a provocat un scandal de scurtă durată în politica europeană.  Cracovia a fi retrogradat la rolul de capitală de provincie în Imperiul Austriac. 

## Însemnătatea revoltei
După cum a menționat Anderson, în ciuda eșecului său, revolta a fost văzută de unii cercetători, printre care Karl Marx, ca o „mișcare profund democratică, care viza reforma agrară și alte probleme sociale presante.”  Revolta a fost lăudată de Karl Max și Engels Frederic pentru că a fost "prima din Europa, care a înfipt steagul revoluției sociale", și de unii savanți moderni, ca precursor al Revoluției din 1848.  Acest punct de vedere este comună în istoriografia poloneză .
Revolta și evenimente conexe, în împărțirea Poloniei (și anume, Revolta Poloniei Mari (1846) și Măcelul din Galiția), au fost discutate pe larg în presa europeană contemporană. 
De îndată ce Revolta din Cracovia a fost înfrântă, austriecii au pacificat țărănimea insurgentă, restabilind rapid ordinea feudală.  Țăranii care s-au supus și a urmat ordinele autorităților, cum ar fi liderul țăran Jakub Szela, au fost răsplătiți. [23] Cu toate acestea, în Austria, reformele au fost stimulate de Revolta din Cracovia din 1846 și Revoluția din 1848, care au dus la abolirea iobăgiei în 1848.